# Helene Knorr
Helene Knorr (* 2. Juni 1920 in Weißenfels an der Saale; † 1. Juni 2010 in Bremen) war eine Bremer Politikerin (SPD) und Mitglied der Bremischen Bürgerschaft.

## Biografie

### Ausbildung und Beruf
Knorr ist in Sachsen-Anhalt aufgewachsen. Sie zog 1948 nach Bremen um. Sie war als Angestellte und Betriebsrätin bei der Firma Martin Brinkmann AG in Bremen tätig.
Ihre letzten Lebensjahre verbrachte sie in dem Pflegeheim Haus am Osterdeich des Arbeiter-Samariter-Bundes (ASB).

### Politik
Knorr war seit Juni 1945 Mitglied in der SPD bis zum Zusammenschluss SPD/KPD zur SED (1946). Sie beteiligte sich danach an den illegal Aktivitäten des Ostbüros der SPD, welches von der Sowjetischen Besatzungszone und der SED verfolgt wurde. Sie floh deshalb 1948.

Im SPD-Ortsverein Kirchhuchting war sie unter anderem Vorsitzende und Mitglied im Vorstand. Sie war vor 1971 im Beirat Huchting aktiv.
Von 1971 bis 1987 war sie 16 Jahre lang Mitglied der Bremischen Bürgerschaft. Sie gehörte ab 1979 dem Vorstand der Bürgerschaft an. Von 1983 bis 1987 war sie Vizepräsidentin der Bürgerschaft; die erste Frau in diesem Amt. Im Parlament war sie unter anderem in der Deputation für Häfen, Schifffahrt und Verkehr und im Petitionsausschuss vertreten.

### Weitere Mitgliedschaften
Knorr war langjährig Mitglied in der Gewerkschaft Nahrung-Genuss-Gaststätten (NGG), seit 1967 im Vorstand der Bremer Gruppe und viele Jahre auf Bundesebene engagiert.

Sie war zudem u. a. Mitglied in der Arbeiterwohlfahrt (AWO).

### Ehrungen
- Die Helene-Knorr-Straße in Bremen-Kirchhuchting wurde 2021 nach ihr benannt.